# Angel Salvadore
Angel Salvadore, o simplemente Angel, es un conocido personaje ficticio que aparece en los cómics estadounidenses publicados por Marvel Comics. También ha llevado el alias de Tempestad (Tempest).
Zoë Kravitz interpreta al personaje en la película X-Men: primera generación.

## Historial de publicaciones
Angel Salvadore apareció por primera vez en New X-Men # 118 (noviembre de 2001), creado por el escritor Grant Morrison y el artista Ethan Van Sciver. De 2001 a 2004 aparece esporádicamente en New X-Men # 119-150. En 2003, aparece en Marvel Universe: The End # 1 y # 5. En 2004, hace dos apariciones en Exiles vol. 1 con los números 46 y 48. Un año después, aparece en el volumen 2 de New X-Men en el número 11. Luego, aparece en la historia "House of M: World Tour" en Exiles # 69–71 y "The Day After" en Decimation: House of M # 1 (enero de 2006).
Angel Salvadore está despojado. De 2007 a 2009, bajo el nombre en clave de Tempestad, aparece en New Warriors # 2–7 y # 10–20.
En 2011, aparece en Heroic Age: X-Men # 1 (febrero de 2011) y una versión alternativa aparece en Age of X: Universe # 2 (junio de 2011). Angel aparece en Vengeance, una miniserie de seis números de 2011 del escritor Joe Casey y el dibujante Nick Dragotta.

## Biografía ficticia

### Origen
Angel Salvadore tenía 14 años cuando se manifestó su primera mutación, y fue expulsada de su casa por su abusivo padrastro. A la mañana siguiente, despertó en un capullo. Salió con un par de alas similares a las de los insectos. Wolverine la encuentra y se ofrece a llevarla a la escuela de Xavier. Se detienen en un restaurante en el camino, pero fue un error, ya que el dueño se puso agresivo hacia ellos a causa de su temor a los mutantes. El propietario los ataca cuando ve a Angel digerir la comida como una mosca.

### Instituto Xavier
Al principio Angel no encajaba muy bien, especialmente con Emma Frost. Sin embargo, Emma tomó la actitud de Angel como un desafío, optando por tomar a Angel bajo su tutela y convertirla en una joven sofisticada. Más tarde, ayuda a los X-Men a luchar contra la amenaza de Cassandra Nova, trabajando con las Stepford Cuckoos y robando muestras de ADN necesarias.
Después de aceptar una apuesta de besar a Beak, su compañero de clase en el Instituto Xavier, Angel se mantuvo cerca de él, y comenzaron a verse unos a otros románticamente. Ángel, Beak y el resto de los estudiantes de la clase especial serían parte de un enfrentamiento con los U-Men, en lo profundo del bosque sobre la Mansión X. Angel es la única que ve a Xorn asesinar brutalmente a uno de los U-Men. Él la convence para mantener su secreto.
Emma y Angel profundizan su relación, después de que Emma y las Cuckoos tuvieron diferencias. Durante un día de compras, Angel trata de decirle a Emma que está embarazada. Los esfuerzos de Ángel y Beak serían reconocidos en una ceremonia de entrega de premios más adelante en el Instituto. Angel le revela a Beak que está embarazada, temiendo que Emma los expulsara. Debido a su morfología de mosca, su embarazo se aceleró y puso sus huevecillos en una vieja choza de Wolverine. El temor de que sus hijos fueran descubiertos y destruidos, y su posible expulsión, hizo que Angel cometiera el sospechoso "asesinato" de Emma Frost, quien fue encontrada destrozada en su forma de diamante por una bala de diamante. Ella fue absuelta de esas sospechas cuando Emma se revivió y Esme, una de las Cuckoos, fue nombrada como su verdadera asesina.
A pesar de lo que la pareja había llegado a creer, los X-Men dan la bienvenida a los niños, quienes tienen características de sus padres, como el vuelo de Angel gracias a unas alas de insecto, o la morfología de Beak, como plumas y pico.

### Hermandad de Xorn
Poco después, Xorn, instructor de la clase especial, se revela como un mutante terrorista. Ha sido responsable de corromper a Esme y había enseñado a la clase una propaganda en favor de Magneto.
Angel está convencida de servir como un miembro de la última encarnación de la Hermandad de Mutantes Diabólicos. La escuela es demolida y conquistada. Manhattan es tomada por Magneto. Angel y sus hijos llegan a formar parte de la Hermandad. Beak se rebelá desde el principio, pues no quería ver cómo los humanos capturados morían. Beak aparentemente se suicidó por sus esfuerzos, bajó un coche que estaba levitando. Él sobrevive y se une a los X-Men. Angel siente la necesidad de rebelarse cuando Magneto pone en peligro a su colega, Martha Johansson. Beak lleva los X-Men de nuevo a la fortaleza de Magneto, utilizando la clave que nadie se había molestado en tomar de él antes de que fuera atacado. Magneto/Xorn es rápidamente derrotado y decapitado por Wolverine.
Como resultado del evento Dinastía de M, Angel, su marido Beak y sus hijos (con excepción de Tito) han perdido sus poderes y apariencia inusual, y ahora por fin son capaces de vivir felices juntos otra vez.

### New Warriors
Angel regresó junto con Beak, como miembro de la más reciente encarnación de los New Warriors. Ahora lleva el nombre de Tempestad, y ha ganado la creación de fuego, hielo y viento a través de medios tecnológicos de Night Thrasher.

## Poderes y habilidades
Angel tenía varias habilidades sobrehumanas semejantes a las de una mosca doméstica común. Tenía un par de alas que crecían desde su espalda que le permitían volar y generar vibraciones a alta velocidad para crear un sonido ultrasónico aturdidor. Poseía un sistema de reproducción que le permitía poner huevos con un período de gestación completa de sólo cinco días desde la concepción hasta el nacimiento. Angel también fue capaz de vomitar una sustancia muy ácida que utilizaba para digerir la comida parcialmente antes de ingerirla. A partir del Día-M, perdió sus poderes sobrehumanos. Más tarde, se convirtió en un miembro de los New Warriors, que le concedieron la generación de fuego y hielo con un dispositivo tecnológico, además de la capacidad de vuelo a través de un nuevo traje que le dieron.

## Otras versiones

### Dinastía de M
Durante esta anomalía temporal, Angel se convirtió en una supermodelo famosa. Ella fue poseída por Proteus.

## En otros medios

### Cine
- Angel Salvadore aparece en X-Men: primera generación, interpretada por Zoë Kravitz.[12][13] Ella es presentada como una estríper en un club en 1962,[14] quien es reclutada por Charles Xavier y Erik Lehnsherr en su banda de mutantes que se oponen a Sebastian Shaw y al Club Fuego Infernal. Sin embargo, pronto se une al Club Fuego Infernal por invitación de Shaw, y se convierte en participante de su plan para provocar a los Estados Unidos y la Unión Soviética en la crisis de los misiles cubanos. Su papel en la batalla final es menor e interesante contra Banshee en una batalla aérea, usando su saliva como proyectiles explosivos y eventualmente haciendo que sus alas sean chamuscadas por una de las explosiones de energía de Havok. Se la vio por última vez rescatando a Emma Frost con Lehnsherr, Mystique, Azazel y Riptide.
  - El productor de "X-men Primera Generacion" reveló que después de rescatar a Emma Frost estuvo en el equipo por determinado tiempo. En julio del año 1963 Magneto planeó matar a JFK pero no fue hasta en noviembre de ese mismo año la hermandad de mutantes quiso evitar el asesinato ya que JFK también era un mutante. Angel fue raptada junto con Azael en esa misma misión Emma y Riptide también serían capturados. Magneto fue encarcelado en el pentágono y Mystique escapó de aquella fatídica misión. Angel fue asesinada a principios del año 1964 por Trask en uno de sus experimentos al igual que los demás.
- Un sitio de marketing viral para X-Men: días del futuro pasado muestra que Angel (conocida como Tempest) y Azazel fueron asesinados por agentes del Proyecto Wideawake.[15][16] En la película, cuando Mystique se infiltra en la oficina de Trask, ve informes de autopsias y fotos de varios mutantes, incluida la de Angel Salvadore.[17] En un momento, un joven Magneto revela que Angel fue uno de los mutantes que Bolivar Trask experimentó y mató entre 1962 y 1973. Una de sus alas aparece almacenada en una caja de vidrio.